# Josef de Souza Dias
Josef de Souza Dias (Rio de Janeiro, 11 februari 1989) – alias Souza – is een Braziliaans voetballer die doorgaans als defensieve middenvelder speelt. Souza debuteerde in 2014 in het Braziliaans voetbalelftal.

## Clubcarrière
Souza sloot zich op negenjarige leeftijd aan bij Vasco da Gama. Hij debuteerde op 13 juni 2009 in het eerste elftal in de Braziliaanse Série B tegen Guarani. In 2010 werd de verdedigend ingestelde middenvelder voor drie miljoen euro verkocht aan FC Porto. In februari 2012 werd besloten om hem tot en met december 2012 te verhuren aan Grêmio. Daarna nam Grêmio hem definitief over voor een transferprijs van 3,75 miljoen euro. Tussen februari 2014 en december 2014 werd de Braziliaan door Grêmio verhuurd aan reeksgenoot São Paulo, dat hem in januari 2015 definitief overnam. Zijn vaste verblijf bij São Paulo duurde zes maanden en acht competitiewedstrijden. Souza tekende in juli 2015 namelijk een contract tot medio 2019 bij Fenerbahçe SK, dat €8.000.000,- voor hem betaalde.

## Interlandcarrière
Op 14 oktober 2014 debuteerde Souza voor Brazilië onder bondscoach Dunga in de vriendschappelijke interland tegen Japan. Hij mocht na 72 minuten invallen voor Luiz Gustavo. Brazilië won de oefenpot met 0–4 dankzij vier doelpunten van Neymar. Op 26 maart 2015 versierde Souza zijn tweede cap in de oefeninterland tegen Frankrijk. Hij mocht vier minuten voor affluiten invallen voor Oscar. Brazilië kwam in Parijs met 1–3 winnen. Drie dagen later kreeg hij zijn eerste basisplaats in het vriendschappelijk treffen met Chili. Hij werd na een uur vervangen voor Elias. Brazilië won met 1–0 in het Londense Emirates Stadium dankzij een treffer van Roberto Firmino.